# Wete
Wete  este un oraș  în  Tanzania, situat pe insula Pemba. Este reședinta  regiunii Pemba North.